# Hyper Street Fighter II: The Anniversary Edition
Hyper Street Fighter 2: The Anniversary Edition (ハイパーストリートファイタ-Ⅱ: The Anniversary Edition) est un jeu vidéo de combat développé par Capcom Production Studio 2 et édité par Capcom sur CP System II. C'est la septième édition du jeu Street Fighter II , produite en 2002 à l'occasion du 15e anniversaire de la série Street Fighter. Le moteur du jeu est basé sur celui de Super Street Fighter II Turbo,, et en est la dernière mouture en date. Il s'agit du premier portage du jeu culte sur les consoles de sixième génération (Playstation 2 et Xbox), du dernier portage du jeu sur arcades, ainsi que du dernier portage de Street Fighter II utilisant les versions originales, en basse définition et résolution, des personnages et des graphismes : les portages ultérieurs (HD Remix et Ultra) utilisant des graphismes redessinés en haute résolution pour l'occasion.

## Système de jeu
Le système de jeu reprend celui de Super Street Fighter II Turbo, tout en conservant les spécificités des moutures précédentes en ce qui concerne les personnages. 
L'intro du jeu, d'une façon similaire à Street Fighter Collection 1 et 2, reprend les logos des moutures antérieures du jeu. L'écran de choix des personnages reprend lui-aussi le thème original de sélection des personnages, là ou le port précédent (Super Turbo) utilisait le thème d'intro à la place.

## Personnages
En effet, le jeu regroupe toutes les versions, sous toutes les palettes de couleurs originales, de chaque personnage des versions antécédentes de Street Fighter II. Par exemple, il est possible de faire s'affronter la Chun-Li originale (extraite de Street Fighter II: The World Warrior) et la Chun-Li de Super Street Fighter II: The New Challengers. Les différences étant, outre la seule apparence, des coups en plus pour les versions plus récentes des personnages (comme le Kikô-Ken, que Chun-Li n'obtint qu'à Street Fighter II': Hyper Fighting). 
Il n'est cependant pas possible d'y faire s'affronter deux itérations originales du même personnage (par exemple : le Blanka de The World Warrior contre le Blanka de The World Warrior), ceci étant impossible dans le jeu original.

### Liste des personnages et versions disponibles
Voici la liste des 65 itérations disponibles des 17 personnages ayant pris officiellement part à Street Fighter II à l'époque. Violent Ken et Evil Ryu ayant été rajoutés ultérieurement au roster, ils sont totalement absents de cette version du jeu. Les différentes palettes de couleurs, quant à elles, sont également exclues de ce tableau.
Les palettes de la version originale de chaque personnage sont uniques, les versions championnat et Turbo (Hyper Fighting) en offrent 2 par personnage (la palette championnat ou turbo, et la palette originale World Warrior sur la version championnat ou turbo du personnage), les versions Super et Super Turbo en offrent 8 différentes, ce qui offre un total de 21 versions différentes de chacun des 8 World Warriors, 20 des boss finaux, 16 des New Challengers, et 1 supplémentaire pour Akuma, si l'on compte les palettes de couleurs. Ce qui multiplie encore davantage les possibilités.
- Ryu Hôshi
  - version originale (World Warrior)
  - version championnat (Champion Edition)
  - version Turbo (Hyper Fighting)
  - version CPS-2 (New Challengers)
  - version Super Turbo
- Ken Masters
  - version originale (World Warrior)
  - version championnat (Champion Edition)
  - version Turbo (Hyper Fighting)
  - version CPS-2 (New Challengers)
  - version Super Turbo
- Edmond Honda
  - version originale (World Warrior)
  - version championnat (Champion Edition)
  - version Turbo (Hyper Fighting)
  - version CPS-2 (New Challengers)
  - version Super Turbo
- Chun-Li Zhang
  - version originale (World Warrior)
  - version championnat (Champion Edition)
  - version Turbo (Hyper Fighting)
  - version CPS-2 (New Challengers)
  - version Super Turbo
- Jimmy Blanka
  - version originale (World Warrior)
  - version championnat (Champion Edition)
  - version Turbo (Hyper Fighting)
  - version CPS-2 (New Challengers)
  - version Super Turbo
- Zangief
  - version originale (World Warrior)
  - version championnat (Champion Edition)
  - version Turbo (Hyper Fighting)
  - version CPS-2 (New Challengers)
  - version Super Turbo

- William F. Guile
  - version originale (World Warrior)
  - version championnat (Champion Edition)
  - version Turbo (Hyper Fighting)
  - version CPS-2 (New Challengers)
  - version Super Turbo

- Dhalsim
  - version originale (World Warrior)
  - version championnat (Champion Edition)
  - version Turbo (Hyper Fighting)
  - version CPS-2 (New Challengers)
  - version Super Turbo
- Cammy White
  - version CPS-2 (New Challengers)
  - version Super Turbo
- Dee Jay
  - version CPS-2 (New Challengers)
  - version Super Turbo
- Fei Long
  - version CPS-2 (New Challengers)
  - version Super Turbo
- Thunder Hawk
  - version CPS-2 (New Challengers)
  - version Super Turbo
- Balrog
  - version championnat (Champion Edition)
  - version Turbo (Hyper Fighting)
  - version CPS-2 (New Challengers)
  - version Super Turbo
- Vega
  - version championnat (Champion Edition)
  - version Turbo (Hyper Fighting)
  - version CPS-2 (New Challengers)
  - version Super Turbo
- Sagat
  - version championnat (Champion Edition)
  - version Turbo (Hyper Fighting)
  - version CPS-2 (New Challengers)
  - version Super Turbo
- M.Bison
  - version championnat (Champion Edition)
  - version Turbo (Hyper Fighting)
  - version CPS-2 (New Challengers)
  - version Super Turbo
- Akuma
  - version Super Turbo

## Stages
Les stages (niveaux) sont issus de la version Super Turbo du jeu, malgré le retour d'éléments issus de la version originale ayant disparu par la suite : les panneaux cassables chez Ryu, les caisses en bois chez Ken, etc.
Ils sont au nombre de 16. Akuma ne dispose pas d'un stage propre dans Street Fighter II, étant le boss final secret apparaissant directement chez le boss final régulier, M.Bison.

## Musiques
Les musiques sont elles aussi de la partie : les versions CPS-1 (World Warrior, Champion Edition et Hyper Fighting), CPS-2 (Super & Super Turbo) ainsi qu'une version Arrange extraite des versions FM Towns et 3DO de Super Street Fighter 2 Turbo, sont disponibles. La bande son extraite de la version PC, quant à elle, n'est pas disponible pour une raison inconnue, et les versions HD sont bien évidemment ultérieures.
Cependant, la bande son choisie (CPS1, CPS2 ou Arrange) est à sélectionner dans les options.

## Portages
- PlayStation 2 : 2003
- PlayStation 2 : 2004, dans la compilation Street Fighter Anniversary Collection
- Xbox : 2004, dans la compilation Street Fighter Anniversary Collection

Les ports console du jeu incluent la version Arrange de la bande son, mais aussi une version éditée du film d'animation Street Fighter II.
Le film live de 1994, quant à lui, n'est pas inclus dans le port du jeu.